# غوردون سيمبسون
غوردون سيمبسون (بالإنجليزية: Gordon Simpson)‏ هو لاعب اتحاد الرغبي نيوزيلندي، ولد في 21 سبتمبر 1971 في تاكابونا ‏ في نيوزيلندا.

## وصلات خارجية
- غوردون سيمبسون عل موقع إسبنسكروم (الإنجليزية)